# Том Сойер (фильм, 2011)
«Том Со́йер» (нем. Tom Sawyer) — немецкий фильм, снятый режиссёром Герминой Хунтгебурт по мотивам повести Марка Твена «Приключения Тома Сойера». Мировая премьера — 30 сентября 2011 года, премьера в России — 10 мая 2012 года.

## Сюжет
Основан на известном произведении. История двух весёлых забияк — Тома Сойера и Гекльберри Финна, живущих на берегу реки Миссисипи. Верным друзьям всегда есть чем заняться: будь то игры в пиратов, кража яблок или варенья из чулана, рыбалка, а также подшучивания над взрослыми. Безудержная фантазия приводит Тома и Гека ночью на кладбище, где они становятся свидетелями таинственного преступления, с которого и начинаются невероятные приключения…

## В ролях
| Актёр             | Роль                 |
| ----------------- | -------------------- |
| Луис Хофман       | Том Сойер            |
| Леон Зайдель      | Гекльберри Финн      |
| Хайке Макач       | тётя Полли           |
| Бенно Фюрман      | индеец Джо           |
| Йоахим Кроль      | Мэфф Поттер          |
| Петер Ломайер     | судья Тэтчер         |
| Хиннерк Шёнеман   | шериф                |
| Сильвестр Грот    | доктор Робинсон      |
| Томас Шмаузер     | преподобный Спрэгью  |
| Аднан Марал       | приятель индейца Джо |
| Андреас Вармбрюнн | Сид                  |
| Магали Грайф      | Бекки Тэтчер         |

## Съёмочная группа
- Режиссёр: Гермина Хунтгебурт
- Продюсер: Борис Шёнфельдер
- Сценарист: Саша Аранго
- Оператор: Чау Нго
- Композиторы: Мориц Фрайзе, Бибер Гуллац, Андреас Шёфер

## Дополнительно
Съёмки фильма проходили на реке Хафель в Бранденбурге, а также в пещере Айнхорн в горах Гарц.

## Награды и номинации
- Deutscher Filmpreis — номинация (2012)
- Гильдия немецкого артхаус-кинематографа — награда (2012)
- Премия «Юпитер»[англ.] — номинации (2012)[4]